# Corn & Peg
Corn & Peg là một bộ phim truyền hình hoạt hình giáo dục của Mỹ được tạo ra bởi Nickelodeon va Treehouse TV. Corn & Peg đã trở thành một bộ phim thường xuyên vào năm 2019. Chương trình được thực hiện trên mạng truyền hình cáp Treehouse TV và Nick Jr. có liên quan.